# Портрет Василия Васильевича Ешина
«Портрет Василия Васильевича Ешина» — картина Джорджа Доу и его мастерской из Военной галереи Зимнего дворца.
Картина представляет собой погрудный портрет генерал-майора Василия Васильевича Ешина из состава Военной галереи Зимнего дворца, исполненный в необычном ракурсе — портретируемый показан со спины.
С начала Отечественной войны 1812 года полковник Ешин командовал Татарским уланским полком, отличился в сражении при Городечно. В Заграничных походах 1813 года сражался в Пруссии и Саксонии, за боевые отличия был произведён в генерал-майоры.
Изображён в генеральском мундире Татарского уланского полка (воротник неверно изображён черного цвета, должен быть синего), введённом в 1808 году, на шее шнурок-витишкет, через плечо переброшена лядуночная перевязь. С тыльной стороны картины надпись: Eishen. Подпись на раме: В. В. Ешинъ 1й, Генералъ Маiоръ. Из-за необычного ракурса — со спины — на картине не видны награды. Теоретически могли быть изображены звезда ордена Св. Анны 1-й степени (получена в 1823 году), шейный крест ордена Св. Владимира 3-й степени (в 1813 году), нагрудный крест ордена Св. Георгия 4-й степени (в 1817 году), золотой крест «За взятие Праги» (в 1795 году) и серебряная медаль «В память Отечественной войны 1812 года» на Андреевской ленте (в 1813 или 1814 году), а также прусский орден Пур ле Мерит и Кульмский крест (обе награды в 1813 году).
7 августа 1820 года Комитетом Главного штаба по аттестации Ешин был включён в список «генералов, заслуживающих быть написанными в галерею» и 1 сентября 1821 года император Александр I приказал написать его портрет. Гонорар Доу был выплачен 10 ноября 1821 года. Готовый портрет был принят в Эрмитаж 7 сентября 1825 года. В. К. Макаров назвал этот портрет одной из лучших работ Доу.
В 1840-е годы в мастерской Карла Крайя по рисунку И. А. Клюквина с портрета была сделана литография, опубликованная в книге «Император Александр I и его сподвижники» и впоследствии неоднократно репродуцированная. В части тиража была напечатана другая литография с этого портрета, отличающаяся мелкими деталями.